# Norðoyatunnilin

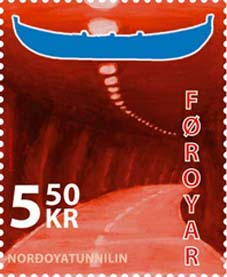
Francobollo del 2006 delle Postverk Føroya

Il Norðoyatunnilin (tunnel delle isole settentrionali) è con 6.300 m il più lungo tunnel delle Isole Fær Øer (Danimarca). Unisce la città di Leirvík sull'isola di Eysturoy sotto lo stretto del Leirvíksfjørður con la città di Klaksvík sull'isola di Borðoy. Il tunnel è lungo 6,3 km e arriva ad una profondità di 150 m sotto il livello del mare. La pendenza massima è del 6%. È stato aperto al traffico il 29 aprile 2006.

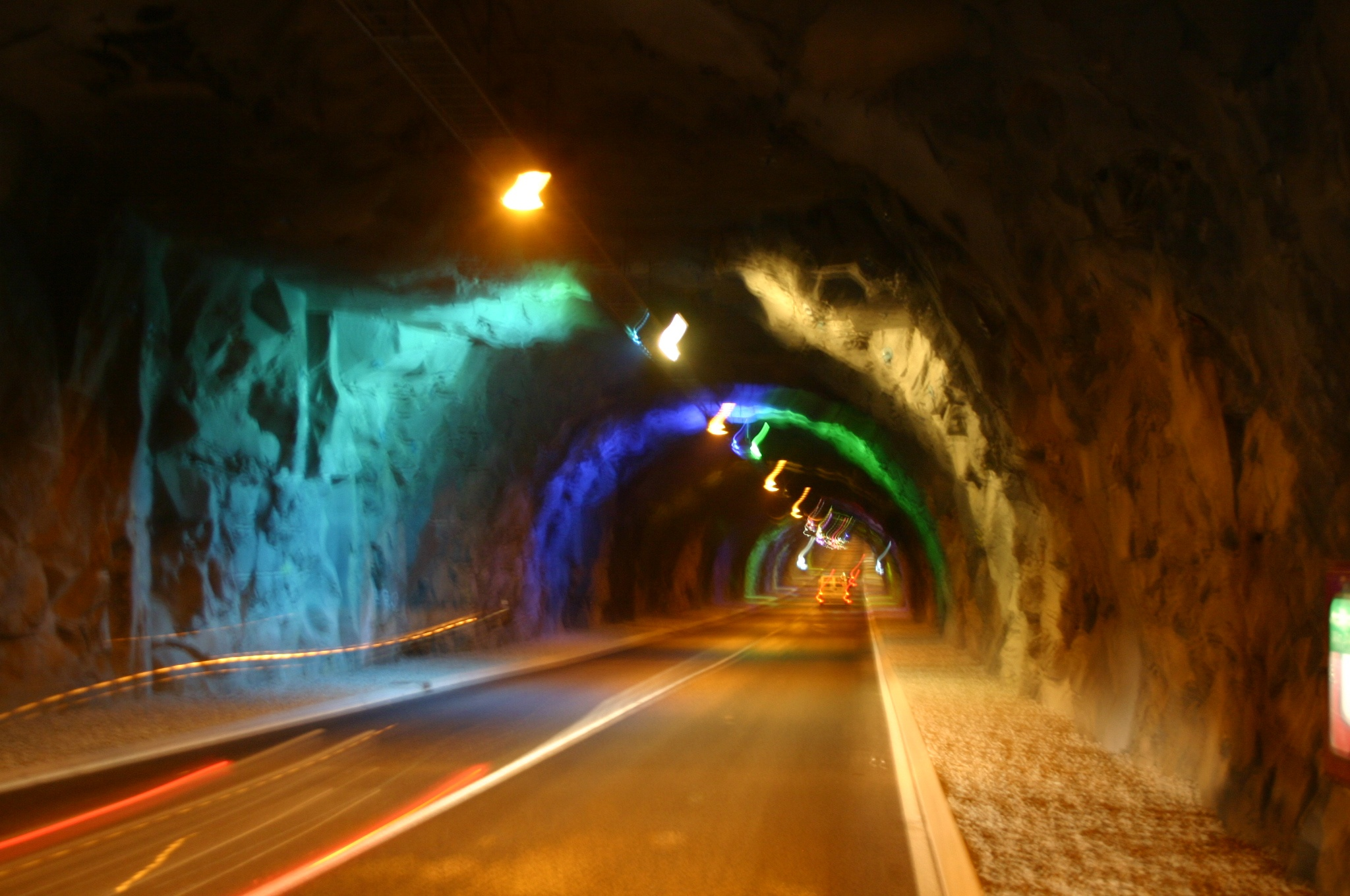
Opera d'arte con giochi di luce di Tróndur Patursson

L'idea di un tunnel che congiunga Eysturoy con Borðoy non è completamente nuova. Nel 1988 il Landsverkfrøðingurin (il genio civile nazionale) fece dei rilevamenti sismici nel Leirvíksfjørður, lo stretto fra le due isole. Un anno più tardi, un ingegnere presentò un piano completo che mostrava siti alternativi per la costruzione del tunnel. Ulteriori studi nel 1988 confermarono che i progetti per il tunnel erano economicamente fattibili. Cinque anni dopo le prime perizie, cominciarono i lavori di perforazione.